# Jocelyn Hardy
Jocelyn Joseph Hardy (5 de diciembre de 1945 – 19 de febrero de 2021) fue un jugador profesional canadiense de hockey sobre hielo que jugó 210 partidos en la World Hockey Association y 63 partidos en la National Hockey League. Jugó para los Chicago Cougars, California Golden Seals, Cleveland Crusaders, San Diego Mariners y Indianapolis Racers. Murió a causa de complicaciones de un ataque al corazón el 19 de febrero de 2021, a la edad de 75 años.
Después de dejar la WHA, Hardy se convirtió en jugador-entrenador con los Beauce Jaros de la North American Hockey League. Hardy fue el máximo goleador de la liga y el jugador más valioso durante la temporada 1975-76. Durante esa temporada se convirtió en el primer jugador profesional en anotar más de 200 puntos en una temporada, terminando con 208.
Sus posteriores deberes como entrenador incluyeron los Binghamton Dusters, Shawinigan Cataractes y Beauport Harfangs.

## Estadísticas de carrera

### Temporada regular y playoffs
| 1964–65        | Jonquière Marquis       | QJHL           | —   | —  | —   | —   | —   | —  | — | —  | —  | —  |
| 1965–66        | Jonquière Marquis       | QJHL           | —   | —  | —   | —   | —   | —  | — | —  | —  | —  |
| 1966–67        | New Haven Blades        | EHL            | 72  | 28 | 51  | 79  | 77  | —  | — | —  | —  | —  |
| 1967–68        | Victoriaville Tigres    | QHL            | 41  | 13 | 23  | 36  | 39  | 12 | 4 | 8  | 12 | 4  |
| 1968–69        | Victoriaville Tigres    | QHL            | 45  | 25 | 54  | 79  | 75  | —  | — | —  | —  | —  |
| 1969–70        | Oakland Seals           | NHL            | 23  | 5  | 4   | 9   | 20  | 4  | 0 | 0  | 0  | 0  |
| 1969–70        | Providence Reds         | AHL            | 46  | 11 | 27  | 38  | 44  | —  | — | —  | —  | —  |
| 1969–70        | Seattle Totems          | WHL            | —   | —  | —   | —   | —   | 2  | 1 | 0  | 1  | 4  |
| 1970–71        | California Golden Seals | NHL            | 40  | 4  | 10  | 14  | 31  | —  | — | —  | —  | —  |
| 1971–72        | Nova Scotia Voyageurs   | AHL            | 65  | 18 | 42  | 60  | 105 | 15 | 3 | 7  | 10 | 20 |
| 1972–73        | Cleveland Crusaders     | WHA            | 72  | 17 | 33  | 50  | 80  | 7  | 0 | 2  | 2  | 0  |
| 1973–74        | Chicago Cougars         | WHA            | 77  | 24 | 35  | 59  | 55  | 17 | 4 | 8  | 12 | 13 |
| 1974–75        | Chicago Cougars         | WHA            | 17  | 1  | 6   | 7   | 8   | —  | — | —  | —  | —  |
| 1974–75        | Long Island Cougars     | NAHL           | 4   | 1  | 2   | 3   | 2   | —  | — | —  | —  | —  |
| 1974–75        | Indianapolis Racers     | WHA            | 32  | 2  | 17  | 19  | 36  | —  | — | —  | —  | —  |
| 1974–75        | San Diego Mariners      | WHA            | 12  | 2  | 3   | 5   | 22  | 3  | 0 | 0  | 0  | 0  |
| 1975–76        | Beauce Jaros            | NAHL           | 72  | 60 | 148 | 208 | 98  | 14 | 4 | 24 | 28 | 44 |
| 1976–77        | Beauce Jaros            | NAHL           | 22  | 7  | 36  | 43  | 30  | —  | — | —  | —  | —  |
| 1976–77        | Broome Dusters          | NAHL           | 28  | 22 | 28  | 50  | 19  | 8  | 2 | 8  | 10 | 6  |
| 1977–78        | Binghamton Dusters      | AHL            | 73  | 24 | 63  | 87  | 56  | —  | — | —  | —  | —  |
| Totales en WHA | Totales en WHA          | Totales en WHA | 210 | 46 | 94  | 140 | 201 | 27 | 4 | 10 | 14 | 13 |
| Totales en NHL | Totales en NHL          | Totales en NHL | 63  | 9  | 14  | 23  | 51  | 4  | 0 | 0  | 0  | 0  |